# واوچسیس
واوچسیس (به فرانسوی: Vauchassis) یک کمون در فرانسه است که در Canton of Estissac واقع شده‌است.

## خصوصیات
واوچسیس ۲۴٫۱۷ کیلومترمربع مساحت و ۵۱۶ نفر جمعیت دارد و ۱۷۶ متر بالاتر از سطح دریا واقع شده‌است.